# Francisco de Paula Ceballos y Vargas
Francisco de Paula Ceballos y Vargas, I marquès de Torrelavega (Torrelavega, Cantàbria, 9 d'octubre de 1814 – Madrid, 9 de març de 1883) va ser un militar espanyol amb el rang de tinent general que desenvolupà les funcions de capità general de les Províncies Basques i de Cuba, endemés de senador vitalici del Regne per la província de Santander.
Al llarg de la seva carrera militar va participar en la Primera Guerra Carlista, fou fidel a Isabel II; en la Guerra del Marroc, al costat de Leopoldo O'Donnell; i en contra de la revolta de la caserna de San Gil i de la revolució de 1868, que va donar inici al Sexenni Democràtic. Va servir tant a la monarquia, a Isabel II i a Alfons XII, com a la Primera República espanyola.
Va ser Ministre de Guerra durant el govern d'Antonio Cánovas del Castillo, sota el regnat d'Alfons XII. A més, va formar part del Partit Conservador.

## Joventut
Francisco de Ceballos i Vargas va néixer el 9 d'octubre de 1814 en el municipi càntabre de Torrelavega. Era fill de Juan Pablo de Ceballos Prieto, advocato dels Reales Consejos, i de Basilisa Vicenta María Díaz de Vargas Gutiérrez.
Provinent d'una família amb tradició en lleis, des de molt jove va mostrar interès per iniciar una carrera militar. Als 19 anys, l'11 de juliol de 1833, va ingressar en el cos de Guàrdia de Corps de Ferran VII d'Espanya; encara que al cap de poc, el 29 de setembre de 1833, va morir el monarca i el 6 d'octubre, el general Santos Ladron de Cegama va proclamar Carles Maria Isidre de Borbó com a rei d'Espanya en la localitat riojana de Tricio, data en què va començar la Primera Guerra Carlista.

## Actuació en la carlinada
A la mort de Ferran VII, Ceballos va donar suport a la causa d'Isabel II i de la regent Maria Cristina de Borbó contra el germà del difunt rei Ferran, Carles Maria Isidre. El País Basc va ser un dels principals escenaris de la Primera Guerra Carlista. Bilbao, nucli liberal i econòmic, era un objectiu principal pels carlistes. El General Tomás de Zumalacárregui va intentar prendre la vila en 1835, encara que va fracassar i va resultar ferit als voltants de Begoña, per morir dies després a Zegama. A l'any següent, va resistir un segon setge en el qual Baldomero Espartero va derrotar els carlistes en la batalla de Luchana. Ceballos va participar destacadament en el front nord; en 1836, va prendre part de la seva primera acció militar en l'Exèrcit d'Operacions del Nord a les ordres del llavors Coronel, Ramón Castañeda, continuant després a l'acció de Castrejana, on va ser ferit, i la d'Archanda.
En 1838 va estar present en les accions de Gandesa, Daroca i Morella; en 1843 en el setge de Saragossa, després del setge, va participar en les conteses dels alts de Durango, el setge de Morella, Cuitorres i Torre Miró. En concloure la guerra, Ceballos havia estat ascendit a tinent coronel i havia rebut la Creu de 1a Classe de la Reial i Militar Orde de Sant Ferran el 17 d'agost de 1838, per l'assalt de Torre Miró fou Capità del Regiment Provincial Laredo n. 19.

## Sotsgovernador de Cienfuegos i de Santa Clara
El 21 de març de 1845 va embarcar en el port de Santander amb rumb a l'illa de Cuba on, a petició pròpia, es va incorporar a les forces militars aquí destinades. A Cuba va ocupar diferents càrrecs, tant militars com a polítics, exercint els càrrecs de sotsgovernador de Cienfuegos i sotsgovernador de Santa Clara. Durant la seva estada a l'illa del Carib, va reorganitzar l'administració pública i va dedicar gran atenció a la beneficència pública: a iniciativa seva es va deure l'Hospital de la Caritat de Cienfuegos.
A Cuba va complir una notable quantitat d'accions favorables als interessos de la corona d'entre els quals es va destacar la seva victòria enfront de l'intent secessionista del General Narciso López, també va salvar del sinistre al vaixell britànic Winlon, la qual cosa li va suposar la Gran Medalla d'Or de Gran Bretanya.

## Carrera militar i política a Espanya i Capità General de Cuba
Al seu retorn a Espanya (1859), amb el rang de coronel, va ser nomenat Ajudant de Camp del Capità General de l'Exèrcit d'Àfrica, Leopoldo O'Donnell, prenent part en la Guerra del Marroc i participant en les accions dels Castillejos, als Plans de Tetuan, la Vall del Samsa i en la batalla de Wad-Ras; Ceballos va acabar la contesa amb el rang de Brigadier.
El 22 de juliol de 1866 va intervenir en la revolta de la caserna de San Gil, un motí contra la reina Isabel II que es va produir en Madrid sota els auspicis del partit progressista i del partit democràtic amb la intenció de derrocar la monarquia. Ceballos va contribuir des dels primers moments a sufocar la rebel·lió, perdent durant l'acció al seu cavall i rebent trets de bala. En finalitzar la revolta, la reina el va promoure al grau de Mariscal de Camp. Durant la revolució de 1868, va sufocar l'aixecament republicà a Andalusia, que li va suposar la Gran Creu Vermella de l'Orde del Mèrit Militar.
L'11 de febrer de 1873 es va instaurar la Primera República Espanyola i el President del Govern, Nicolás Salmerón, el va nomenar Coronel General Primer Cap del 1r Batalló Distingit de Caps i Oficials que va crear el govern republicà per a la reorganització de l'exèrcit. En 1872 va ser destinat de nou a l'illa de Cuba; fou nomenat Capità General de Cuba l'11 de juliol de 1872, càrrec que va ocupar fins al 18 d'abril de 1873.
De tornada a Espanya, va ser destinat al setge del cantó de Cartagena, que va mantenir la seva independència de la República unitària espanyola durant sis mesos entre 1873 i 1874, durant l'anomenada revolució cantonal. El 8 de setembre de 1873 va ser designat tinent general per mèrits de guerra, havent prestat serveis a l'exèrcit durant 49 anys, 7 mesos i 29 dies. El 21 de desembre de 1875 va substituir Joaquim Jovellar i Soler com Ministre de Guerra, càrrec que va exercir fins al 7 de març de 1879. Un dels seus actes més importants per aquelles èpoques va ser la seva signatura com a Ministre de Guerra en la Constitució espanyola de 1876.
Al març de 1876 va acompanyar Alfons XII a visitar els hospitals que s'havien establert a Santander per atendre als ferits en la guerra civil i el 15 de març es van desplaçar a Torrelavega perquè el rei conegués la vila i per la província de la qual (Santander) era Senador vitalici del Senat d'Espanya. Mig any desptés, el 24 d'octubre de 1876, se li concedí el títol de marquès de Torrelavega. Entre altres serveis, Ceballos fou Cap de la Caserna Militar del Rei. Sentia especial predilecció pel poble de Cohicillos d'on eren els seus pares i el temple romànic de Santa María de Yermo que va restaurar de la seva butxaca.
Després de la seva defunció el 9 de març de 1883 a l'edat de 68 anys, a Madrid, li va succeir com a marquès el seu fill fruit del seu segon matrimoni, Pablo de Ceballos y Avilés, casat amb Joaquina López-Doriga y López-Dóriga; qui arribà al grau d'alferes de cavalleria.

## Condecoracions i reconeixements

### Condecoracions i reconeixements espanyols
- 1838 -  Creu de 1a Classe de la Real i Militar Orde de Sant Ferran per la seva actuació en l'assalt de Torre Miró.
- 1840 -  Creu de l'Orde d'Isabel la Catòlica per l'acció de Muniesa.
- 1844 -  Creu de 1a Classe de la Real i Militar Orde de Sant Ferran pel lloc i presa de la Plaça de Saragossa.
- 1854 -  Creu de l'Orde de Sant Hermenegild.
- 1855 - Se li concedeix l'Honor de Benemèrit a la Pàtria
- 1864 -  Comanador de l'Orde de Carles III.
- 1864 - Gentilhome de Cambra d'Alfons XII.
- 1865 -  Cavaller gran creu de l'Orde d'Isabel la Catòlica.
- 1866 -  Cavaller gran creu de l'Orde de Sant Hermenegild.
- 1869 -  Gran Creu Vermella de l'Orde del Mèrit Militar.

### Condecoracions estrangeres
- 1858 - Medalla d'Or de mans de la Reina Victòria I del Regne Unit.
- Cavaller gran creu de l'Orde de Sant Maurici i Sant Llàtzer, d'Itàlia.
- Gran Creu de Nirhan Yfhijar, de Tunísia.